# Ruble

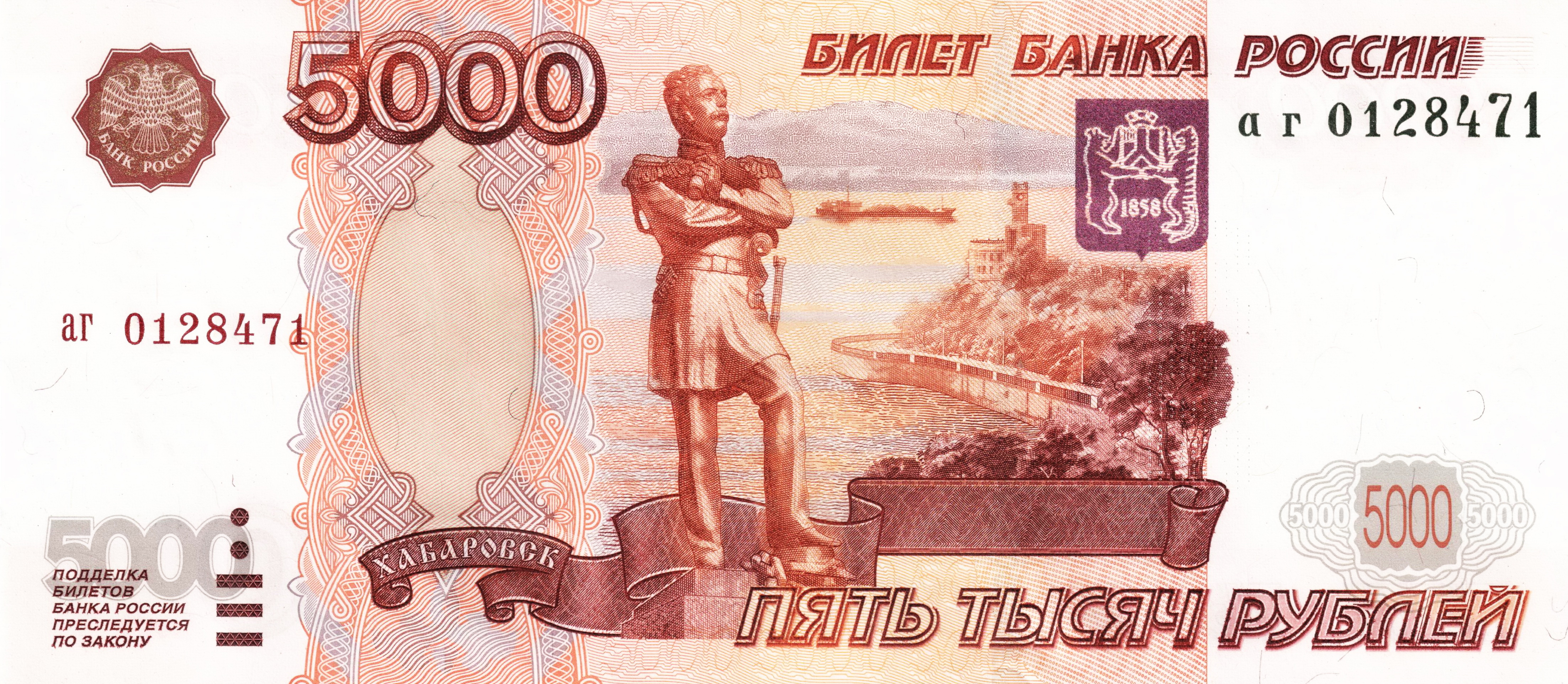
Bitllet de 5.000 rubles russos de 1997

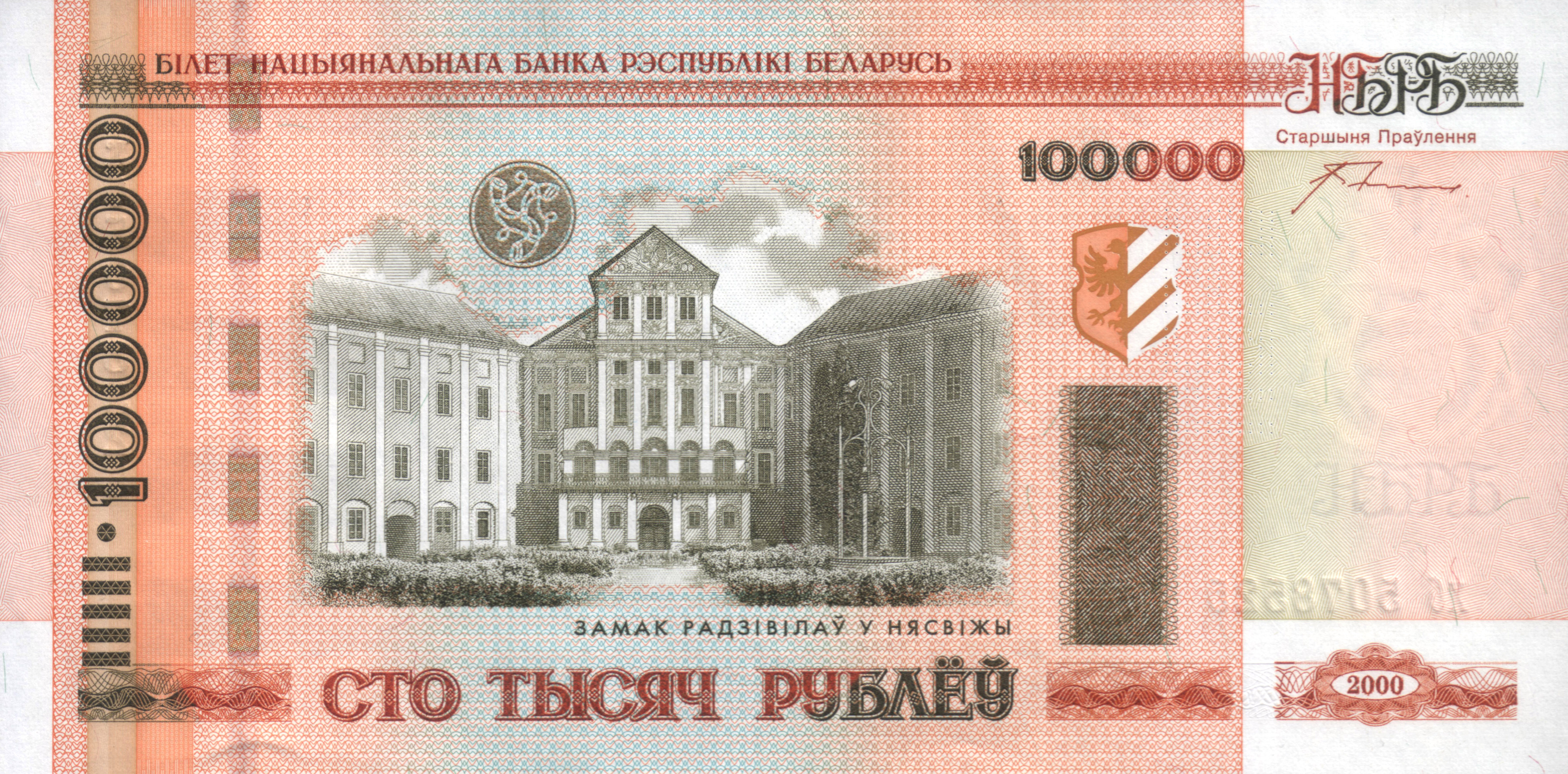
Bitllet de 100.000 rubles belarussos del 2005

El ruble (en rus рубль, transcrit rubl) és una unitat monetària actualment utilitzada a Belarús, Rússia i una part de Moldàvia (Transnístria), i històricament ho ha estat també de diversos estats i territoris sota la influència de Rússia i de la Unió Soviètica. Es divideix en 100 copecs.

## El mot «ruble»

### Etimologia
Segons una de les versions, el mot «ruble» deriva del verb rus рубить, rubit, que vol dir 'tallar'. Històricament, un ruble era una peça d'un cert pes tallada d'un lingot d'argent anomenat grivna (d'aquí prové també el nom de la hrívnia, l'actual moneda d'Ucraïna). Una altra opinió que gaudeix de més acceptació és que el nom vindria del nom rus рубец, rubets, 'arruga, cicatriu', i en aquest cas la vora que queda al volt de la moneda després de l'encuny; per tant un ruble seria la peça sortida d'una planxa amb una vora al voltant, és a dir, una moneda.

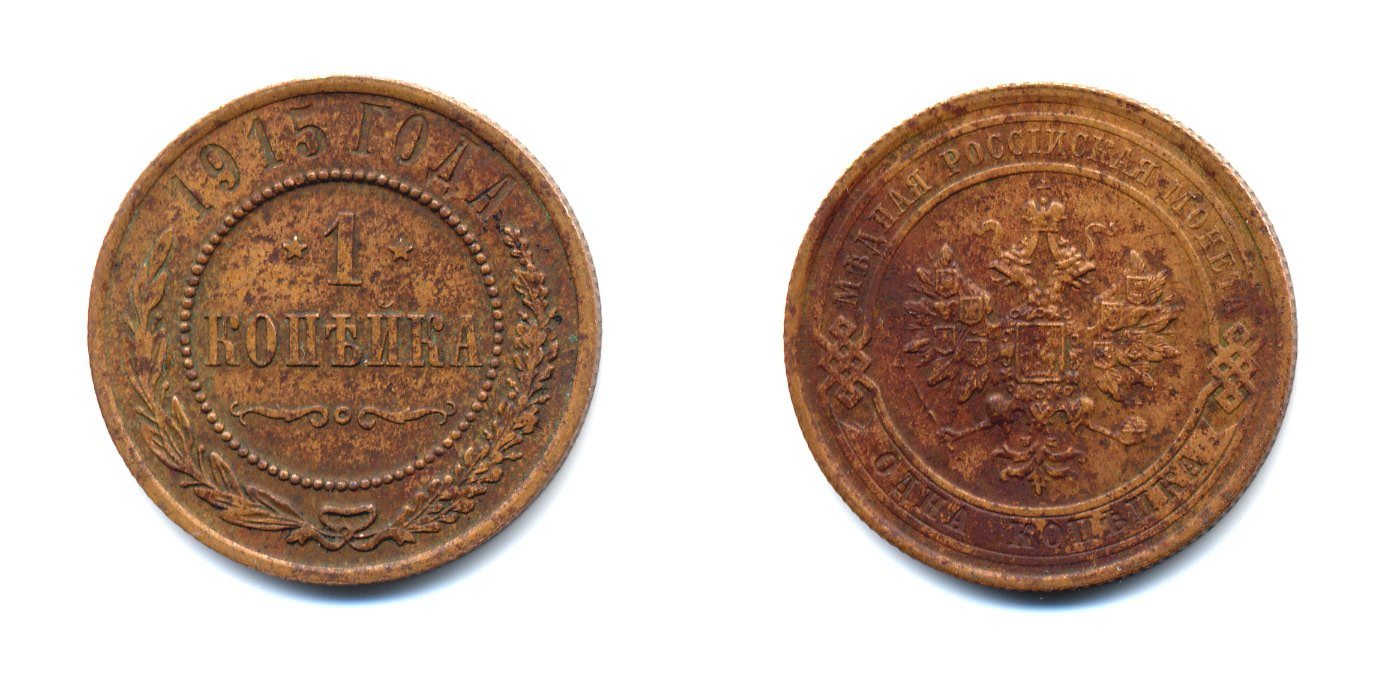
Moneda de copec de l'imperi Rus (1915)

Era l'equivalent rus del marc, una mesura de pes per a l'argent i l'or usada a l'Europa occidental durant l'edat mitjana. El pes d'un ruble equivalia al d'una grivna.
Pel que fa a la moneda fraccionària, el copec (en rus копейка, kopeika), el seu nom prové del substantiu копьё, kopió, que vol dir 'llança'. Les primeres monedes de copec, provinents de les seques de Nóvgorod i Pskov a partir de 1535, reproduïen un cavaller amb una llança. A partir de la dècada del 1540 el cavaller porta una corona, sens dubte volent representar Ivan el Terrible, Gran Príncep de totes les Rússies fins al 1547 i tsar d'aleshores ençà.
Cal fer notar que Rússia fou el primer país del món a introduir un sistema monetari decimal el 1704, amb un ruble dividit en 100 copecs.

### El plural en rus
Els plurals russos que es poden veure a la moneda actual varien segons la gramàtica russa. Així, les nombres 1, 21, 31, etc. van seguides pel nominatiu singular рубль (rubl) i копейка (kopeika). Els nombres del 2 al 4, del 22 al 24, del 32 al 34, etc. demanen el genitiu singular рубля (rublià) i копейки (kopeiki). Finalment, del 5 al 20, del 25 al 30, del 35 al 40, etc. van seguits del genitiu plural рублей (rublei) i копеек (kopéiek).

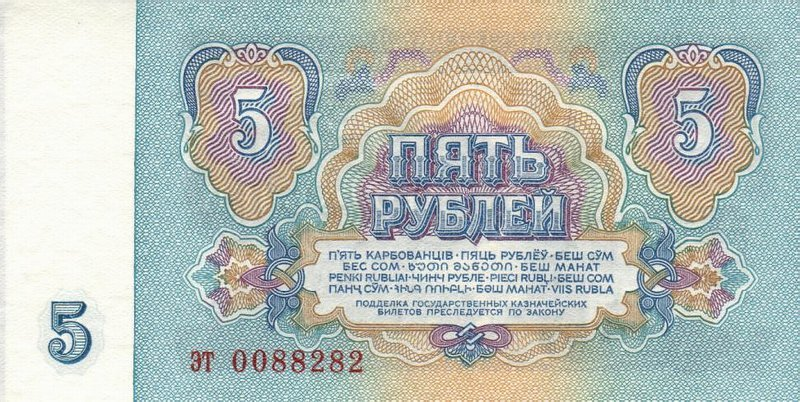
Bitllet de 5 rubles soviètics de 1961 on es pot llegir el nom del ruble en les diferents llengües de l'URSS

### El ruble en altres llengües
Vegeu també: Ruble soviètic
En diverses de les llengües parlades a Rússia i a l'extinta Unió Soviètica el nom de la moneda no té cap relació etimològica amb la paraula ruble. Especialment en les llengües turqueses o les que n'estan influenciades, el ruble es coneix sovint (fins i tot oficialment) com a som o sum (en el sentit de 'pur'), o bé manat (del rus moneta, 'moneda').
Els bitllets soviètics especificaven el seu valor en les llengües de les 15 repúbliques de la Unió Soviètica.

## Llista de rubles

### Actuals
- Ruble belarús
- Ruble rus
- Ruble de Transnístria

### Fora d'ús
(Aquesta llista no és exhaustiva i no conté tots els rubles històrics, especialment els emesos per entitats subnacionals)
- Ruble armeni o ռուբլի (roubli)

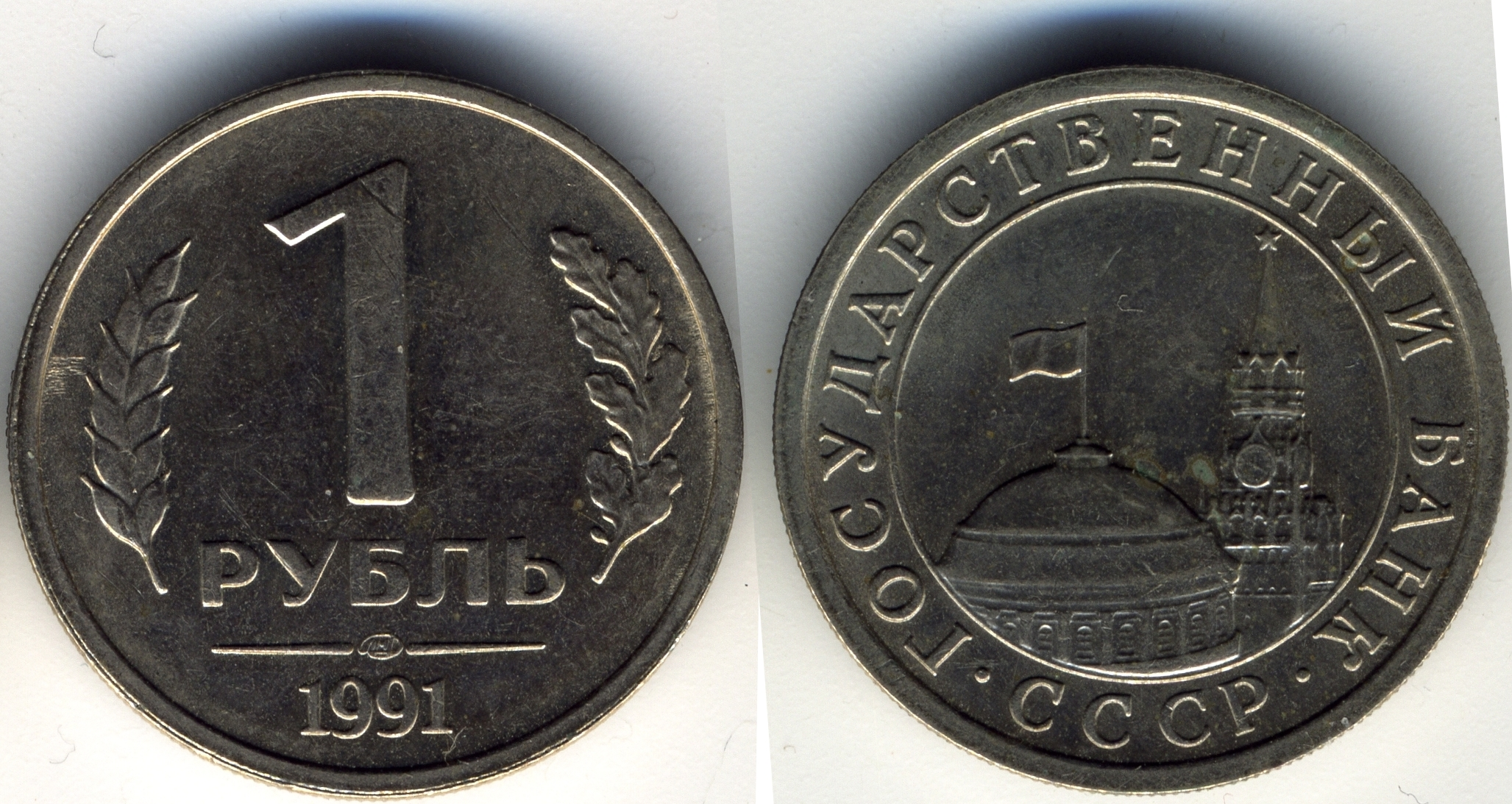
Moneda d'1 ruble soviètic de 1991

- Ruble azerbaidjanès (nom amb què es coneixia en rus el primer manat azerbaidjanès)
- Ruble georgià (nom amb què es coneixia en rus el maneti de Geòrgia)
- Ruble letó o rublis
- Ruble soviètic
- Ruble tadjik
- Ruble de Transcaucàsia
- Ruble de Tuvà (nom amb què es coneixia en rus l'akşa de Tuvà)
- Ruble ucraïnès (nom amb què es coneixia en rus el karbóvanets d'Ucraïna)